# 开元寺塔 (彬州市)
35°02′07″N 108°04′26″E / 35.03528°N 108.07389°E
彬县开元寺塔位于中国陕西省咸阳市彬州市区，又称“雷峰塔”，俗称“彬县塔”（邠縣塔），2001年被列为第五批全国重点文物保护单位。
开元寺塔始建于北宋皇祐五年（1053年），为砖木结构楼阁式塔，八角七层，高47米，底层直径14米，边长5.6米。内部的木楼梯为1985年维修时重建。